# Campeonato Nacional de Argelia 2022-23
El Campeonato Nacional de Argelia 2022-23 fue la 59.° de la Championnat National de Première Division, la máxima categoría del fútbol profesional de Argelia. La temporada comenzó el 26 de agosto de 2022 y terminó el 15 de julio de 2023.

## Equipos participantes
- ASO Chlef
- CR Belouizdad (C)
- CS Constantine
- ES Sétif
- HB Chelghoum Laïd
- JS Kabylie
- JS Saoura
- MC Alger
- MC El Bayadh (P)
- MC Oran
- NC Magra
- Paradou AC
- RC Arbaa
- US Biskra
- USM Alger
- USM Khenchela (P)

## Desarrollo

### Clasificación
| Pos. | Equipo                | Pts. | PJ | G  | E  | P  | GF | GC | Dif. | Clasificación o descenso 2023-24 |
| ---- | --------------------- | ---- | -- | -- | -- | -- | -- | -- | ---- | -------------------------------- |
| 1    | CR Belouizdad (C)     | 64   | 30 | 18 | 10 | 2  | 44 | 21 | +23  | Liga de Campeones de la CAF      |
| 2    | CS Constantine        | 50   | 30 | 14 | 8  | 8  | 39 | 26 | +13  | Liga de Campeones de la CAF      |
| 3    | MC Alger              | 47   | 30 | 12 | 11 | 7  | 21 | 20 | +1   |                                  |
| 4    | MC El Bayadh          | 46   | 30 | 13 | 7  | 10 | 34 | 25 | +9   |                                  |
| 5    | ASO Chlef             | 42   | 30 | 11 | 9  | 10 | 36 | 31 | +5   | Copa Confederación de la CAF     |
| 6    | USM Khenchela         | 42   | 30 | 12 | 6  | 12 | 29 | 29 | 0    |                                  |
| 7    | JS Saoura             | 42   | 30 | 11 | 9  | 10 | 32 | 25 | +7   |                                  |
| 8    | ES Sétif              | 42   | 30 | 11 | 9  | 10 | 38 | 32 | +6   |                                  |
| 9    | Paradou AC            | 41   | 30 | 11 | 8  | 11 | 35 | 33 | +2   |                                  |
| 10   | MC Oran               | 41   | 30 | 11 | 8  | 11 | 27 | 34 | −7   |                                  |
| 11   | US Biskra             | 40   | 30 | 10 | 10 | 10 | 30 | 29 | +1   |                                  |
| 12   | NC Magra              | 40   | 30 | 11 | 7  | 12 | 35 | 36 | −1   |                                  |
| 13   | USM Alger             | 40   | 30 | 11 | 7  | 12 | 31 | 30 | +1   | Copa Confederación de la CAF     |
| 14   | JS Kabylie            | 39   | 30 | 10 | 9  | 11 | 35 | 26 | +9   |                                  |
| 15   | RC Arbaa (D)          | 36   | 30 | 10 | 6  | 14 | 39 | 43 | −4   | Segunda División                 |
| 16   | HB Chelghoum Laïd (D) | 4    | 30 | 0  | 4  | 26 | 11 | 75 | −64  | Segunda División                 |

 Fuente: Soccerway
Criterios de clasificación: Puntos · Enfrentamientos directos · Diferencia de goles · Goles a favor · Puntos fair-play · Play-off.
Notas:
1. 1 2 3 4  Puntos en partidos directos: ASO Chlef 10, USM Khenchela 10, JS Saoura 7, ES Sétif 5. Diferencia de goles en partidos directos: ASO Chlef +4, USM Khenchela +1.
2. ↑  Campeón de la Copa de Argelia 2022-23.
3. 1 2  Puntos en partidos directos: Paradou AC 6, MC Orán 0.
4. 1 2 3  Puntos en partidos directos: US Biskra 6, NC Magra 5, USM Alger 5. Diferencia de goles en partidos directos: NC Magra 0, USM Alger 0. Goles anotados en partidos directos: NC Magra 4, USM Alger 2.
5. ↑  Campeón de la Copa Confederación de la CAF 2022-23.

### Resultados
| Local \ Visitante | CHE | BEL | CON | BAY | HBC | KAB | KHE | MCA | ORA | SET | MAG | PAR | ARB | SAO | BIS | USM |
| ----------------- | --- | --- | --- | --- | --- | --- | --- | --- | --- | --- | --- | --- | --- | --- | --- | --- |
| ASO Chlef         | —   | 0–1 | 3–2 | 0–0 | 4–0 | 1–0 | 2–0 | 0–0 | 2–1 | 4–0 | 0–1 | 1–1 | 1–1 | 2–1 | 2–1 | 2–1 |
| CR Belouizdad     | 1–0 | —   | 2–1 | 1–0 | 4–1 | 3–2 | 2–0 | 0–0 | 2–0 | 1–0 | 3–1 | 1–1 | 0–0 | 2–0 | 1–1 | 3–1 |
| CS Constantine    | 3–0 | 0–0 | —   | 3–1 | 2–0 | 0–0 | 3–1 | 0–2 | 0–0 | 2–0 | 1–0 | 1–0 | 2–0 | 2–0 | 2–1 | 3–0 |
| MC El Bayadh      | 2–0 | 1–3 | 3–1 | —   | 1–0 | 0–0 | 2–0 | 1–0 | 1–1 | 2–0 | 1–0 | 0–0 | 3–1 | 2–0 | 1–1 | 0–0 |
| HB Chelghoum Laïd | 0–0 | 0–1 | 1–1 | 0–6 | —   | 0–2 | 1–2 | 0–1 | 1–2 | 0–4 | 0–5 | 1–1 | 0–3 | 0–2 | 0–1 | 1–3 |
| JS Kabylie        | 0–0 | 1–2 | 0–1 | 3–1 | 1–0 | —   | 0–0 | 2–0 | 4–0 | 2–3 | 2–0 | 2–1 | 4–0 | 1–2 | 1–0 | 1–0 |
| USM Khenchela     | 2–0 | 4–0 | 1–1 | 0–1 | 2–0 | 0–0 | —   | 2–0 | 1–0 | 1–0 | 1–1 | 3–0 | 2–1 | 0–0 | 1–0 | 0–1 |
| MC Alger          | 2–1 | 0–0 | 0–0 | 1–0 | 1–1 | 1–0 | 1–0 | —   | 1–0 | 1–0 | 2–1 | 2–2 | 2–0 | 1–1 | 0–0 | 1–0 |
| MC Orán           | 0–0 | 3–1 | 0–0 | 1–1 | 2–0 | 2–1 | 1–1 | 3–0 | —   | 3–1 | 0–0 | 1–0 | 2–1 | 1–0 | 1–0 | 1–0 |
| ES Sétif          | 1–0 | 1–1 | 0–0 | 1–2 | 4–0 | 1–1 | 1–2 | 1–1 | 4–0 | —   | 2–0 | 0–0 | 1–0 | 0–0 | 3–1 | 1–0 |
| NC Magra          | 4–2 | 0–0 | 2–1 | 1–0 | 5–2 | 2–1 | 2–1 | 0–1 | 2–0 | 0–1 | —   | 1–2 | 0–0 | 1–0 | 2–1 | 1–1 |
| Paradou AC        | 2–2 | 0–1 | 0–1 | 0–1 | 2–1 | 1–0 | 0–1 | 1–0 | 4–0 | 1–3 | 3–1 | —   | 1–1 | 2–1 | 2–1 | 2–1 |
| RC Arbaa          | 0–3 | 0–4 | 1–2 | 3–1 | 3–1 | 1–1 | 5–1 | 0–0 | 3–1 | 3–1 | 5–1 | 1–3 | —   | 2–0 | 2–0 | 2–1 |
| JS Saoura         | 1–1 | 0–1 | 3–1 | 2–0 | 5–0 | 2–2 | 1–0 | 2–0 | 1–0 | 1–1 | 2–0 | 0–1 | 1–0 | —   | 1–1 | 2–0 |
| US Biskra         | 2–0 | 1–1 | 3–2 | 1–0 | 3–0 | 1–1 | 1–0 | 0–0 | 2–1 | 2–2 | 2–1 | 2–1 | 1–0 | 0–0 | —   | 1–0 |
| USM Alger         | 1–3 | 2–2 | 2–1 | 1–0 | 3–0 | 1–0 | 2–0 | 2–0 | 0–0 | 1–1 | 0–0 | 2–1 | 3–0 | 1–1 | 1–0 | —   |

## Goleadores
| Pos. | Goleador            | Equipo        | Goles |
| ---- | ------------------- | ------------- | ----- |
| 1    | Ahmed Kendouci      | ES Sétif      | 8     |
| 2    | Mohamed Taib        | RC Arbaa      | 6     |
| 2    | Ghiles Guenaoui     | ES Sétif      | 6     |
| 2    | Sofiane Bayazid     | USM Khenchela | 6     |
| 2    | Oussama Bellatreche | JS Saoura     | 6     |
| 2    | Mohamed Toumi       | RC Arbaa      | 6     |
| 2    | Mohamed Souibaâh    | ASO Chlef     | 6     |